# Relaciones Israel-Turquía

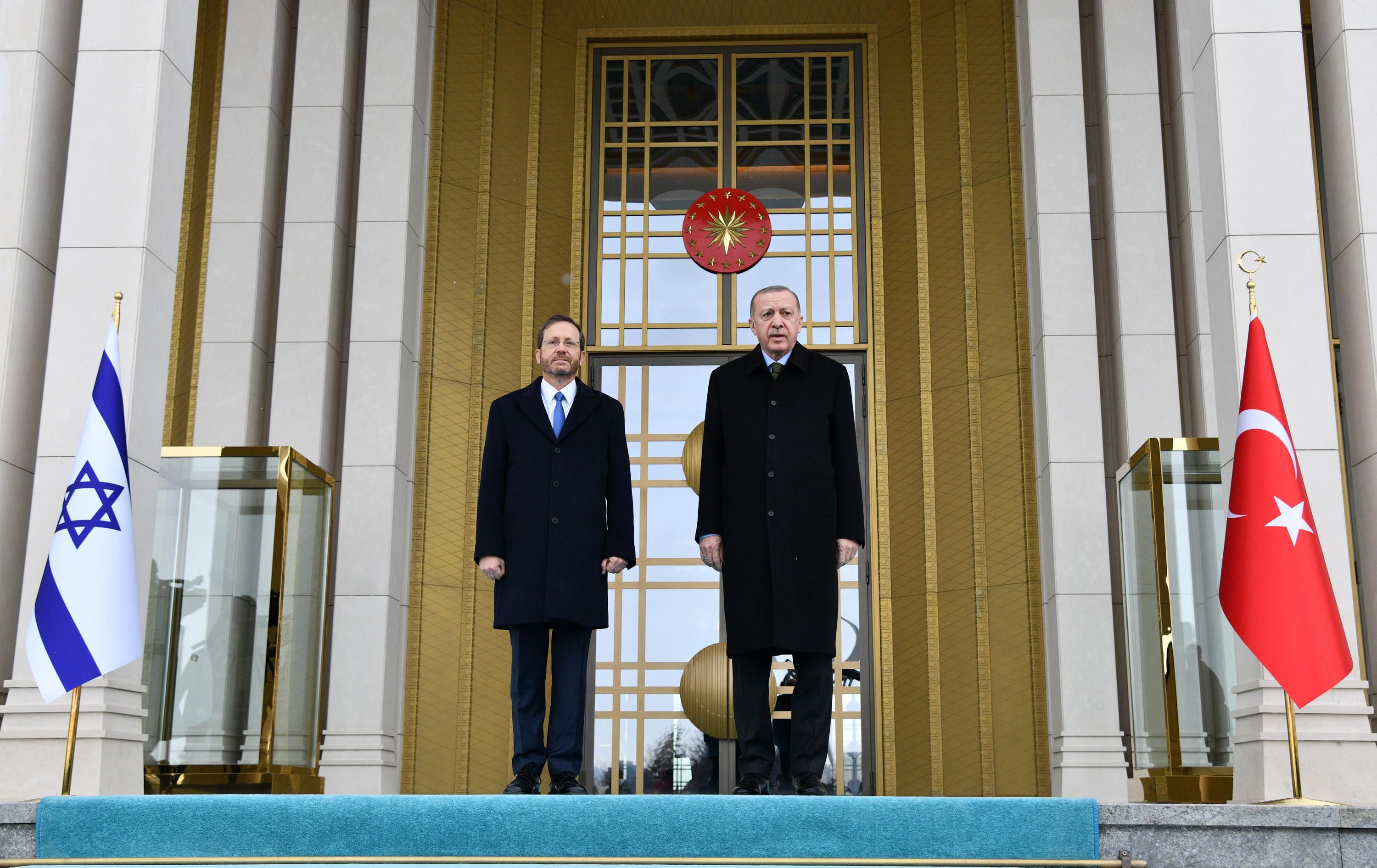
El presidente de Israel Yitzhak Herzog junto a Recep Tayyip Erdoğan durante su visita de Estado a Turquía, marzo de 2022

Las relaciones entre el Estado de Israel y la República de Turquía han sido mejores que aquellas entre el Estado hebreo y muchos países de mayoría musulmana de Oriente Medio. Sin embargo, desde el abordaje por el ejército israelí de una nave turca para Gaza en 2010, las relaciones entre estos dos países se han deteriorado.

## Historia
Comunidades judías vivían desde muchos siglos en el territorio de Israel conquistado luego por los Otomanos. En 1492, el imperio otomano acogió Judíos expulsados desde España,Portugal e Italia meridional debido a la Inquisición,además de Judíos deProvenza y de ciertos países germánicos expulsados por sus soberanos.numerosos Judíos fueron salvados por Turquía durante la Segunda Guerra Mundial; entre ellos, varios centenares de universitarios y de artistas, que jugaron un rol de primer nivel en la modernización de Turquía.
Ankara fue el primer Estado de mayoría musulmana que reconoció al Estado hebreo, de facto en 1949 después de jure un año más tarde. En 1958, el Primer ministro israelí Ben Gourion firmó con su homólogo turco Adnan Menderes un acuerdo de cooperación contra 

le radicalisme au Moyen-Orient et contre l'influence soviétique
el radicalismo en Medio Oriente y contra la influencia soviética

 hasta tal punto que Al-Dawa, periódico de Hermanos musulmanes en Egipto llamó a Turquía «un segundo Israel», que tendría que ser destruido también. La cooperación entre ambos Estados se prolongó hasta el comienzo de los años 1960, después comenzó a ralentizarse cuando Turquía tomó partido por acercarse más a sus vecinos árabe-musulmanes. En 1967, Turquía votó a favor de la retirada de las tropas israelíes de Cisjordania, de Gaza, del Sinaí y del Golán, pero contra la designación de Israel como agresor en la guerra de los Seis Días ; Ankara rechazó igualmente romper sus relaciones diplomáticas con Tel Aviv.
Sin embargo, el Golpe de Estado militar de 1980 y la formación de un gobierno por Turgut Özal modificaron la situación. En 1986, Turquía nombró a un encargado de negocios en Tel Aviv con el rango de embajador, un gesto diplomático fuerte. Después en 1991, ambos estados procedieron al nombramiento de embajadores en sus capitales. Los Acuerdos de Oslo aceleraron fuertemente el proceso de acercamiento de ambos estados.
A partir de 2007, las relaciones entre ambos países se degradan. Esto se debió a varios factores: el primero es la ideología islamista y pro-palestina del AKP, partido del cual varios miembros están considerados como antisemitas. El AKP está ligado a los Hermanos Musulmanes y a Hamás. El segundo es el éxito económico de Turquía y la voluntad de los dirigentes turcos de  convertirse en una potencia regional en Oriente Próximo. El poder turco utiliza la causa palestina para ganar la simpatía del mundo árabe y para ganar popularidad en medio oriente.
El 31 de mayo de 2010, Comandos de la marina de guerra israelí asaltaron el ferry turco Mavi Marmara, buque insignia de una flotilla humanitaria internacional de camino a Gaza, en aguas internacionales. Diez pasajeros del buque murieron. Debido a esto hubo un serio enfriamiento en las relaciones entre Israel y Turquía que exigió una respuesta así como exigió el levantamiento del Bloqueo de la Franja de Gaza, Ankara también exigió a la Corte internacional de justicia que se pronunciara sobre la legalidad del bloqueo de Gaza.
El Mavi Marmara formaba parte de la Primera Flotilla de la Libertad de Gaza y se dirigía hacia Gaza cuando fue atacado por Israel. El informe del Consejo de derechos humanos de las Naciones Unidas, había determinado que el ataque de Israel violaba los derechos humanos y el derecho internacional. El informe declaraba que:

el comportamiento del ejército israelí y otro personal hacia los pasajeros de la flotilla no solo fue desproporcionado con la situación, sino que mostró niveles de violencia que eran totalmente innecesarios e increíbles, y un nivel inaceptable de brutalidad. Tal comportamiento no puede ser justificado o tolerado por razones de seguridad u otras. Constituye una grave violación de los derechos humanos y del derecho internacional humanitario.

El 22 de marzo de 2013, por primera vez en la historia de Israel, un Primer ministro se disculpó por el ataque de las fuerzas que dirigió contra de los civiles. Benjamín Netanyahu se había dirigido al presidente turco Recep Tayyip Erdoğan para presentar sus disculpas al pueblo turco y admitió que esos errores condujeron a pérdidas humanas que no habrían tenido que tener lugar.Dichas disculpas habrían sido hechas como consecuencia de presiones del gobierno estadounidense. Turquía, para la normalización de las relaciones bilaterales, había pedido que a partir de ese momento se levantase el bloqueo de la Franja de Gaza.
A pesar de las negociaciones entre ambos Estados, un tribunal de Estambul condenó en mayo de 2014, a cuatro responsables militares israelíes implicados en el asalto contra la flotilla que estaban siendo juzgados desde 2012 por contumacia. Pidió a la Interpol ayuda para el arresto de estas personas.
En 2015 un  convoy bautizado Flotilla de la Libertad III intentó romper el bloqueo Israelí de la franja de Gaza, transportando a bordo personalidades políticas. El ejército israelí evitando otro suceso de  Mavi Marmara tomó posesión de él sin violencia para llevarlo al puerto de Ashdod
El 27 de junio de 2016, Israel y Turquía anunciaron la normalización de sus relaciones diplomáticas y el acuerdo se firmó el 28 de junio: Israel dio 20 millones de dólares a las familias de los diez turcos muertos durante el asalto del Mavi Marmara y aceptó que los Turcos encaminan, vía el puerto israelí de Ashdod, «más de 10 000 toneladas de asistencia humanitaria» para la construcción con fondos turcos de una central eléctrica, de una fábrica de desalación y de un hospital en Gaza. Turquía se ha comprometido también a impedir a Hamás, en poder en Gaza, llevar actividades contra Israel desde su territorio.
Después de seis años de ausencia diplomática, el 15 de noviembre de 2016 Israel nombró nuevo embajador en Turquía: Eitan Naeh, un diplomático que trabajó en Azerbaiyán y el Reino Unido. Al día siguiente, Kemal Ökem, cercano al primer ministro turco, Binali Yildirim, fue designado como embajador en Israel.
El 5 de diciembre de 2016, Recep Tayyip Erdoğan había dado la bienvenida a Eitan Na'eh, durante la ceremonia de presentación de credenciales.
El 13 de noviembre de 2024, Turquía rompió todas sus relacioniones diplomáticas con Israel.

## Áreas de colaboración

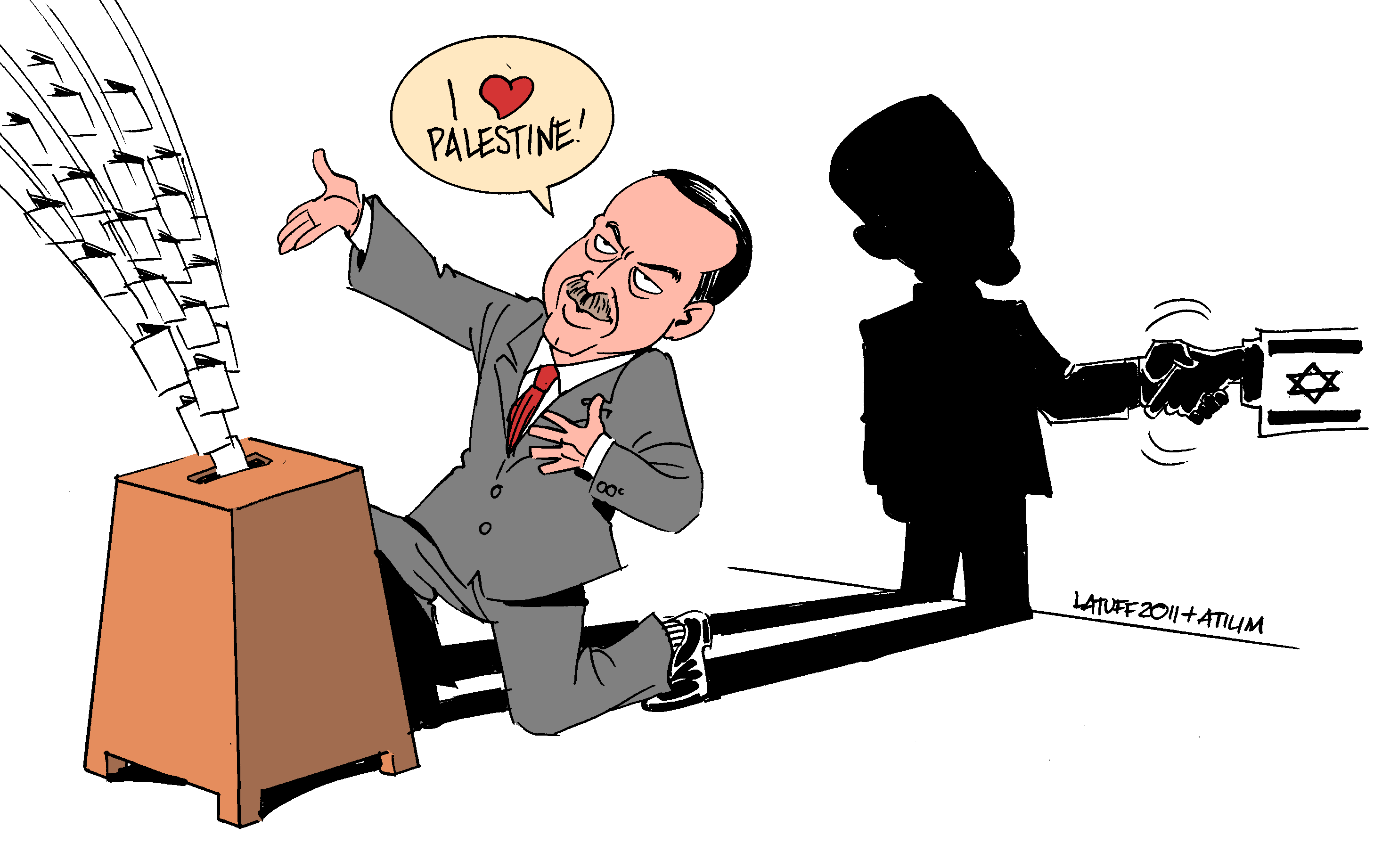
Caricatura de Recep Tayyip Erdoğan sobre el conflicto israelí-palestino, de Carlos Latuff

La cooperación entre Israel y Turquía es extremadamente amplia y abarca muchas áreas, como la economía, la tecnología militar, el turismo y la cultura. Las relaciones políticas y diplomáticas son muy fuertes, con la asociación israelí-turca apoyada en gran medida por los Estados Unidos.

### Tecnologías
Turquía e Israel firmaron en febrero y agosto de 1996 dos acuerdos de cooperación militar e intercambio de alta tecnología.

### Agua
El potencial hidrológico de Turquía es importante en comparación con otros países en el Medio Oriente.
Una de las pocas maneras en que Israel puede hacer frente a su escasez de agua es a través de las importaciones de camiones cisterna.
En agosto de 2002 Israel y Turquía firmaron un acuerdo de envío de 50 millones de m³ de agua dulce por año durante veinte años, por valor de unos mil millones de euros.
Al inicio de diciembre de 2010, a pesar de las recientes tensiones entre Israel y Turquía, los turcos enviaron dos aviones cisterna a Israel para hacer frente al incendio que asoló el Monte Carmelo.

### Energía
En noviembre de 2008 el primer ministro turco, Recep Tayyip Erdoğan dijo durante su visita a la India que Israel y Turquía tienen un proyecto de construir un gasoducto que proporcionará gas y petróleo a la India. Según el primer ministro turco, la India tendrá un acceso más fácil a las fuentes de energía propuestas por Asia Central y la región del Caspio.
Las tuberías saldrán de la región del mar Caspio para llegar al puerto mediterráneo de Ceyhan en Turquía. Desde allí, otros gasoductos pasarán a través de Israel para conducir gas y petróleo al puerto de Eilat en el Mar Rojo. Además de Irán, los petroleros pudieron evitar el paso por el Canal de Suez y la India pudo enviar materiales por el Golfo de Eilat.

### Militar
Los acuerdos militares actuales entre Israel y Turquía son ambiguos para un gobierno de mayoría musulmana, pero son un ejemplo del papel geoestratégico que Turquía puede desempeñar en esta región.
Turquía e Israel firmaron en febrero y agosto de 1996 dos acuerdos de cooperación militar e intercambio de alta tecnología. Israel también podría usar el espacio aéreo y marítimo de Turquía para el entrenamiento.
La alianza militar entre los dos países se rompió en junio de 2010, después del ataque de un barco turco en ruta a Palestina —Flotilla de la Paz— por parte de las FDI, que dejó 19 muertos. Desde entonces, los israelíes han establecido una alianza con Grecia mientras que Turquía se dirigió hacia Siria.

## Mediación

### Israel y Siria
Desde 2008 y a iniciativa de las autoridades turcas, Turquía medió entre Israel y Siria para reiniciar las conversaciones de paz entre los dos países, interrumpidas en 2000. El presidente de la República de Turquía, Recep Tayyip Erdoğan, ha dicho que la iniciativa forma parte de la más amplia disposición de Ankara para contribuir a la paz en Oriente Medio. Sin embargo, tras la guerra civil siria y los ataques aéreos israelíes en suelo sirio, se abandonaron las conversaciones.

### Israel y Pakistán
En septiembre de 2005 se celebró en Estambul una reunión «histórica» entre los ministros de relaciones exteriores de Israel y Pakistán. Silvan Shalom consideró que estas conversaciones representaban un avance considerable y el comienzo de un nuevo período de relaciones abiertas e intereses mutuos; dijo que esperaba que pudieran llevar a una relación diplomática completa con Pakistán, como nos gustaría hacer con todos los países árabes. Los dos mandatarios se dieron la mano frente a las cámaras con el ministro de Estado turco, Mehmet Aydin, en representación del primer ministro Erdoğan. Turquía ha podido jugar sus vínculos con Islamabad y Tel Aviv para promover el acercamiento entre los dos países.

## Comercio
Israel es uno de los países no europeos con los que Turquía ha intensificado su comercio desde los años ochenta. El volumen de comercio aumentó de $ 50 millones en 1985 a $ 1300 millones en 2002.